# Constitución (Chile)
Constitución är en hamnstad i regionen Maule i Chile. Staden har cirka 46 000 invånare (2002) och är ett populärt turistmål. I staden finns pappers- och pappersmassaindustri, och man är en av Chiles viktigaste producenter av cellulosa.  Det finns stora plantager av pinje och eukalyptus i stadens omgivningar.
Constitución drabbades mycket hårt av jordbävningen den 27 februari 2010, då uppskattningsvis 400 människor i staden omkom. Den 3 mars inträffade dessutom ett efterskalv. Kustområdet av staden blev totalförstört, och många människor var tvungna att fly upp i bergen.